# Сиворакша (рід)
Сиворакша (Coracias) — рід сиворакшоподібних птахів родини сиворакшових (Coraciidae). Включає 9 видів.

## Поширення
Рід поширений у тропічних та помірних регіонах Європи, Азії та Африки.

## Спосіб життя
Хижаки. Полюють на комах, інших безхребетних та дрібних хребетних. Здобиччю сиворакш стають волохаті гусениці та отруйні змії, яких уникають інші хижаки.

## Види
| Зображення | Українська назва        | Наукова назва         | Поширення                                |
| ---------- | ----------------------- | --------------------- | ---------------------------------------- |
|            | Сиворакша абісинська    | Coracias abyssinicus  | Африка південніше Сахари                 |
|            | Сиворакша індокитайська | Coracias affinis      | Східна Індія, Південно-Східна Азія       |
|            | Сиворакша бенгальська   | Coracias benghalensis | Західна Азія, Індійський субконтинент    |
|            | Сиворакша рожевовола    | Coracias caudatus     | Африка, Аравійський півострів            |
|            | Сиворакша світлоголова  | Coracias cyanogaster  | Західна і Центральна Африка              |
|            | Сиворакша євразійська   | Coracias garrulus     | Європа, Центральна Азія, Північна Африка |
|            | Сиворакша білоброва     | Coracias naevius      | Африка                                   |
|            | Сиворакша мозамбіцька   | Coracias spatulatus   | Африка                                   |
|            | Сиворакша сулавеська    | Coracias temminckii   | Індонезія                                |